# Свети Илия (Бусилци)
Вижте пояснителната страница за други значения на Свети Илия.
„Свети Илия“ (на македонска литературна норма: „„Свети Илија“) е възрожденска православна църква във велешкото село Бусилци, централната част на Северна Македония. Храмът е част от Повардарската епархия на Македонската православна църква – Охридска архиепископия.
Църквата е гробищен храм, разположен в южната част на селото. Дело е на видния възрожденски архитект Андон Китанов. В 1884 година църквата е изписана от зографа Димитър Андонов Папрадишки.